# ÖFB-Cup 2002-2003
La ÖFB-Cup 2002-2003 è stata la 69ª edizione della coppa nazionale di calcio austriaca.

## Primo turno
| Squadra 1             | Risultato       | Squadra 2            |
| --------------------- | --------------- | -------------------- |
| 27 agosto 2002        |                 |                      |
| ASK/FCK Amateure      | 1 - 3           | SC Interwetten.com   |
| Sattledt              | 0 - 2           | Wiener SK            |
| Zeltweg               | 2 - 1 (dts)     | Neuberg              |
| Fortuna Vienna        | 0 - 1           | Wattens/Wacker Tirol |
| St. Andrä             | 1 - 6           | Schwarz-Weiß Bregenz |
| Austria Salisburgo II | 1 - 2           | Mattersburg          |
| Hundsheim             | 0 - 2           | Leoben               |
| Langenrohr            | 1 - 1 (5-3 dtr) | Gersthofer SV        |
| Flavia Solva          | 1 - 2           | Lustenau 07          |
| Rheindorf Altach      | 4 - 3 (dts)     | PlusCity Pasching    |
| Kottingbrunn          | 3 - 1           | Floridsdorfer        |
| Austria Vienna II     | 0 - 1           | Austria Salisburgo   |
| Blau-Weiß Linz        | 3 - 1           | LASK                 |
| Eintracht Wels        | 0 - 6           | Kapfenberger         |
| Gratkorn              | 1 - 4 (dts)     | Wörgl                |
| Kufstein              | 0 - 2           | Bad Bleiberg         |
| Puch                  | 1 - 0 (dts)     | Rohrbach             |
| Kremser SC            | 2 - 5           | Admira Wacker M.     |
| Schwanenstadt         | 0 - 1           | Rapid Vienna         |
| St. Pölten            | 1 - 3           | Austria Lustenau     |
| Hall                  | 3 - 1           | St. Veit             |
| Horn                  | 1 - 4           | Ried                 |
| Arnfels               | 1 - 0           | PSV/SW Salzburg      |
| Union St. Florian     | 0 - 6           | Hartberg             |

## Secondo turno
| Squadra 1            | Risultato       | Squadra 2            |
| -------------------- | --------------- | -------------------- |
| 24 settembre 2002    |                 |                      |
| Zeltweg              | 0 - 4           | Lustenau 07          |
| Rheindorf Altach     | 3 - 1           | Admira Wacker M.     |
| Kottingbrunn         | 0 - 1 (dts)     | SC Interwetten.com   |
| Blau-Weiß Linz       | 3 - 1           | Kapfenberger         |
| Wattens/Wacker Tirol | 4 - 0           | Austria Lustenau     |
| Hall                 | 1 - 5           | Ried                 |
| Langenrohr           | 1 - 9           | Mattersburg          |
| Wiener SK            | 3 - 2           | Leoben               |
| 25 settembre 2002    |                 |                      |
| Bad Bleiberg         | 2 - 0           | Rapid Vienna         |
| Hartberg             | ? - ? (4-1 dtr) | Schwarz-Weiß Bregenz |
| 1º ottobre 2002      |                 |                      |
| Puch                 | 0 - 2           | Austria Salisburgo   |
| 9 ottobre 2002       |                 |                      |
| Arnfels              | 2 - 0           | Wörgl                |

## Ottavi di finale
| Squadra 1            | Risultato   | Squadra 2          |
| -------------------- | ----------- | ------------------ |
| 18 marzo 2003        |             |                    |
| Rheindorf Altach     | 0 - 1       | Austria Salisburgo |
| Wattens/Wacker Tirol | 5 - 3 (dts) | Lustenau 07        |
| Blau-Weiß Linz       | 0 - 3 (dts) | Kärnten            |
| SC Interwetten.com   | 1 - 2 (dts) | Ried               |
| Sturm Graz           | 3 - 0       | Wiener SK          |
| Hartberg             | 0 - 1       | Mattersburg        |
| 19 marzo 2003        |             |                    |
| Bad Bleiberg         | 0 - 2       | Austria Vienna     |
| Arnfels              | 0 - 4       | Grazer AK          |

## Quarti di finale
| Squadra 1            | Risultato | Squadra 2          |
| -------------------- | --------- | ------------------ |
| 8 aprile 2003        |           |                    |
| Ried                 | 1 - 3     | Kärnten            |
| Wattens/Wacker Tirol | 0 - 2     | Austria Salisburgo |
| Austria Vienna       | 1 - 0     | Sturm Graz         |
| 9 aprile 2003        |           |                    |
| Mattersburg          | 1 - 0     | Grazer AK          |

## Semifinale
| Squadra 1          | Risultato | Squadra 2      |
| ------------------ | --------- | -------------- |
| 13 maggio 2003     |           |                |
| Austria Salisburgo | 0 - 1     | Austria Vienna |
| Kärnten            | 4 - 0     | Mattersburg    |

## Finale
| Squadra 1      | Risultato | Squadra 2 |
| -------------- | --------- | --------- |
| 1º giugno 2003 |           |           |
| Austria Vienna | 3 - 0     | Kärnten   |